# Green Bay Packers 1994
La stagione 1994 dei Green Bay Packers è stata la 74ª della franchigia nella National Football League. Sotto la direzione del capo-allenatore al terzo anno Mike Holmgren, la squadra terminò con un record di 9-7, chiudendo seconda nella Central Division. I Packers si qualificarono per i playoff dove nel turno delle wild card contro i Detroit Lions vinsero per 16-12. La squadra fu eliminata la settimana successiva come l'anno precedente dai Dallas Cowboys perdendo per 35–9.

## Roster
| Roster dei Green Bay Packers nel 1994 |
| --- |
| Quarterback - 8 Mark Brunell - 11 Ty Detmer - 4 Brett Favre Running Back - 34 Edgar Bennett FB - 32 Reggie Cobb - 42 LeShon Johnson - 25 Dorsey Levens - 29 Marcus Wilson Wide Receiver - 87 Robert Brooks KR/PR - 80 Charles Jordan - 88 Terry Mickens - 81 Anthony Morgan - 84 Sterling Sharpe Tight End - 89 Mark Chmura - 82 Reggie Johnson - 86 Ed West - 83 Jeff Wilner Offensive Linemen - 71 Gary Brown T - 72 Earl Dotson T - 63 Jamie Dukes C - 76 Harry Galbreath G - 70 Charles Hope G - 67 Paul Hutchins T - 62 Guy McIntyre G - 75 Ken Ruettgers T - 68 Joe Sims T - 52 Frank Winters C/G Defensive Linemen - 94 Matt Brock DT - 99 Don Davey DE/DT - -- Tommy Fagan DE - 90 Steve McMichael DT - 96 Sean Jones DE - 64 John Jurkovic DT - 92 Reggie White DE - 98 Gabe Wilkins DE Linebacker - 58 Ruffin Hamilton OLB - 53 George Koonce OLB - 95 Bryce Paup OLB - 59 Wayne Simmons OLB - 55 Fred Strickland MLB - 51 Mark Williams OLB - 56 James Willis MLB Defensive Back - 27 Terrell Buckley CB - 36 LeRoy Butler SS - 33 Doug Evans CB - 30 Corey Harris CB/S/KR - 24 Tim Hauck SS - 37 Keshon Johnson CB - 39 Mike Prior FS/PR - 31 George Teague FS - 35 Ray Wilson S Special Team - 17 Craig Hentrich P - 13 Chris Jacke K Lista delle riserve - 93 Gilbert Brown DT (IR) - 97 Matt LaBounty DE (IR) - 85 Ron Lewis WR/Retired (IR) - 22 Lenny McGill CB (IR) - 47 Roland Mitchell CB (IR) - 73 Aaron Taylor G (PUP) - 23 Sammy Walker CB (IR) Squadra di allenamento - -- Ethan Albright LS - -- Keith Crawford WR - -- Bill Schroeder WR - -- Bernard Carter LB - -- Jay Kearney WR |
| Legenda - I rookie sono in corsivo. - Il primo ruolo è il principale mentre gli eventuali successivi indicano i ruoli secondari. - (IR) sta per Injured Reserve ed indica la lista ristretta per un solo giocatore infortunato che può tornare ad allenarsi dopo la settimana 6 e a rientrare in prima squadra dopo che questa ha giocato 8 partite. - (NF-Inj.) / (NF-Ill.) stanno rispettivamente per Non-Football Injured e Non-Football Illness ed indicano le liste dove viene inserito un giocatore che ha un infortunio o una malattia non dipendente dal football americano. - (PUP) sta per Physically Unable to Perform ed indica la lista dove viene inserito un giocatore mentre è in attesa di recuperare la condizione fisica. Nella stagione regolare dopo la sesta partita giocata dalla propria squadra, il giocatore ha tempo tre settimane per riprendere ad allenarsi, più tre settimane aggiuntive dal suo rientro agli allenamenti per rientrare in prima squadra. |

## Calendario
| Stagione regolare |                    |                         |                    |                    |                              |                    |
| Turno             | Data               | Avversario              | Risultato          | Record             | Stadio                       | Pubblico           |
| 1                 | 4 settembre        | Minnesota Vikings       | V 16–10            | 1–0                | Lambeau Field                | 59,487             |
| 2                 | 11 settembre       | Miami Dolphins          | S 14–24            | 1–1                | Milwaukee County Stadium     | 55,011             |
| 3                 | 18 settembre       | at Philadelphia Eagles  | S 7–13             | 1–2                | Veterans Stadium             | 63,922             |
| 4                 | 25 settembre       | Tampa Bay Buccaneers    | V 30–3             | 2–2                | Lambeau Field                | 58,551             |
| 5                 | 2 ottobre          | at New England Patriots | S 16–17            | 2–3                | Foxboro Stadium              | 57,522             |
| 6                 | 9 ottobre          | Los Angeles Rams        | V 24–17            | 3–3                | Lambeau Field                | 58,911             |
| 7                 | Settimana di pausa | Settimana di pausa      | Settimana di pausa | Settimana di pausa | Settimana di pausa           | Settimana di pausa |
| 8                 | 20 ottobre         | at Minnesota Vikings    | S 10–13 (OT)       | 3–4                | Hubert H. Humphrey Metrodome | 63,041             |
| 9                 | 31 ottobre         | at Chicago Bears        | V 33–6             | 4–4                | Soldier Field                | 47,381             |
| 10                | 6 novembre         | Detroit Lions           | V 38–30            | 5–4                | Milwaukee County Stadium     | 54,995             |
| 11                | 13 novembre        | New York Jets           | V 17–10            | 6–4                | Lambeau Field                | 58,307             |
| 12                | 20 novembre        | at Buffalo Bills        | S 20–29            | 6–5                | Rich Stadium                 | 79,029             |
| 13                | 24 novembre        | at Dallas Cowboys       | S 31–42            | 6–6                | Texas Stadium                | 64,597             |
| 14                | 4 dicembre         | at Detroit Lions        | S 31–34            | 6–7                | Pontiac Silverdome           | 76,338             |
| 15                | 11 dicembre        | Chicago Bears           | V 40–3             | 7–7                | Lambeau Field                | 57,927             |
| 16                | 18 dicembre        | Atlanta Falcons         | V 21–17            | 8–7                | Milwaukee County Stadium     | 54,885             |
| 17                | 24 dicembre        | at Tampa Bay Buccaneers | V 34–19            | 9–7                | Tampa Stadium                | 65,076             |

Note: gli avversari della propria division sono in grassetto.

### Playoff
| Playoff    |                  |                   |           |               |
| Turno      | Data             | Avversario        | Risultato | Stadio        |
| Wild Card  | 31 dicembre 1994 | Detroit Lions     | V 16–12   | Lambeau Field |
| Divisional | 8 gennaio 1995   | at Dallas Cowboys | S 35–9    | Texas Stadium |

## Classifiche
| NFL Central           |    |    |   |      |     |     |     |
|                       | V  | S  | P | %    | PF  | PS  | STR |
| (3) Minnesota Vikings | 10 | 6  | 0 | .625 | 356 | 314 | V1  |
| (4) Green Bay Packers | 9  | 7  | 0 | .563 | 382 | 287 | V3  |
| (5) Detroit Lions     | 9  | 7  | 0 | .563 | 357 | 342 | S1  |
| (6) Chicago Bears     | 9  | 7  | 0 | .563 | 271 | 307 | S1  |
| Tampa Bay Buccaneers  | 6  | 10 | 0 | .375 | 251 | 351 | S1  |